# Sanga Grande
Sanga Grande är ett vattendrag i Brasilien.   Det ligger i delstaten Rio Grande do Sul, i den södra delen av landet, 1 900 km söder om huvudstaden Brasília.
Trakten runt Sanga Grande är nära nog obefolkad, med mindre än två invånare per kvadratkilometer.